# Груша иволистная
Гру́ша иволи́стная (лат. Pyrus salicifolia) — древесное растение, вид рода Груша семейства Розовые. Впервые описан Палласом в 1776 году.

## Описание
Листопадное засухоустойчивое светолюбивое морозостойкое дерево с раскидистой растопыренной широкояйцевидной кроной и колючими ветвями. Вырастает до 8-10 м в высоту, обычный диаметр кроны достигает 4 м. Встречаются кустарниковые формы. Молодые побеги имеют бело-войлочное опущение. Кора у молодых деревьев красноватая, с возрастом темнеет и растрескивается. Почки буроватого цвета с беловатыми или рыжими ресничками. Период цветения — апрель-май, период плодоношения — сентябрь-октябрь. Вегетационный период — с конца апреля по октябрь. Сорт  'Pendula'  является плакучей формой этого растения, напоминающий плакучую иву.
Листья
Форма листьев — узколанцетная, размер — 6—9 см на 0,5—1 см. Встречаются широколанцетные разновидности, например  'Latifolia' . Цвет листьев при распускании весной — серебристо-серый, со временем переходящий в серебристо-зелёный, появляется лёгкий блеск. Верхняя сторона листьев тёмно-зелёная, нижняя — беловато-пушистая. Черешок у листьев настолько короткий, что они производят впечатления сидячих. Собраны в пучки на концах укороченных побегов.
Цветки
Цветки диаметром до 2 см собраны в малоцветковые (по 6—8 штук) шитковидные соцветия. В цветке 5 белых лепестков размером 1—1,3 см на 0,5—0,7 см, имеющих короткий опушённый ноготком.

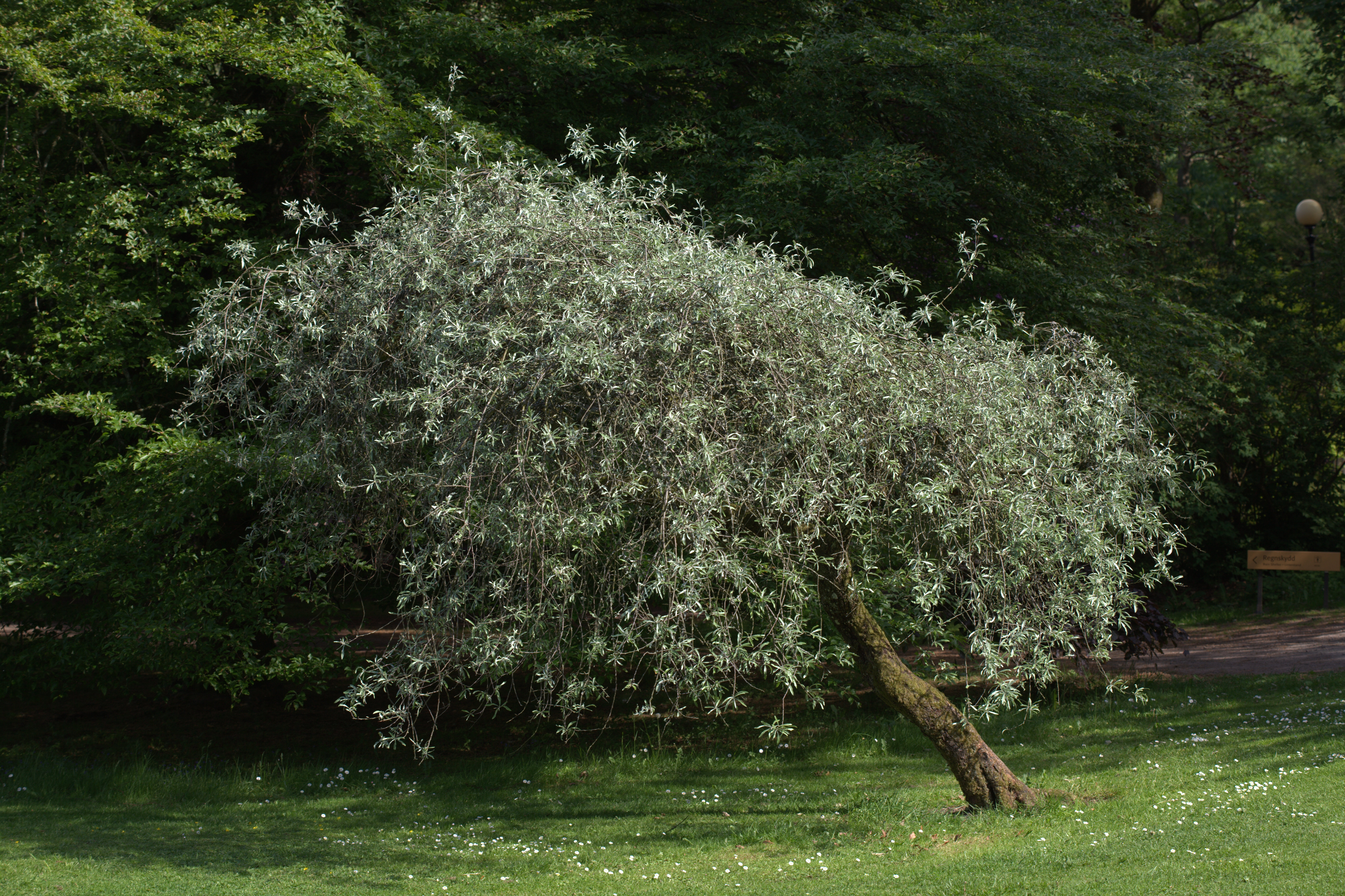
Плакучая форма
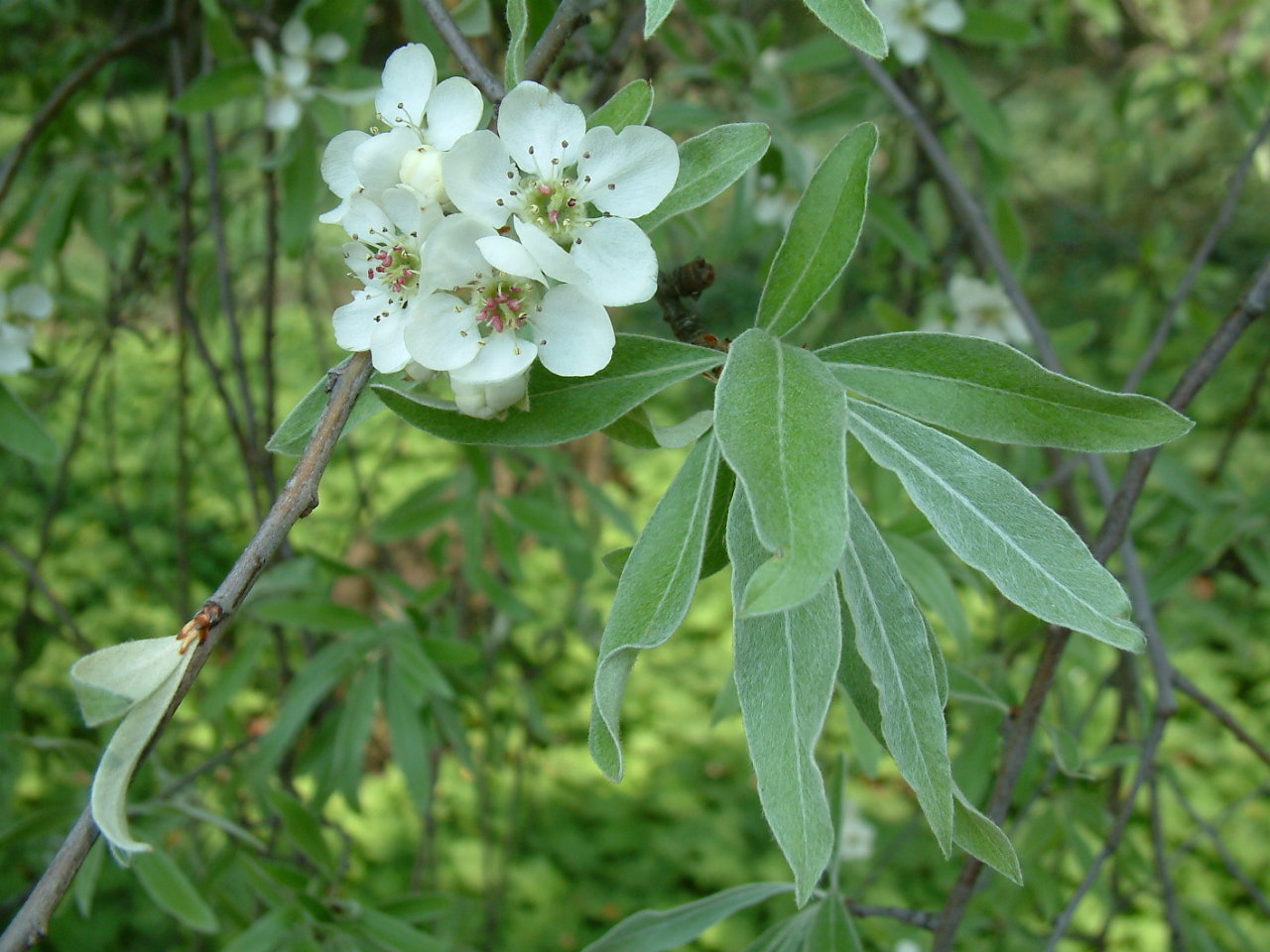
Листья и цветки
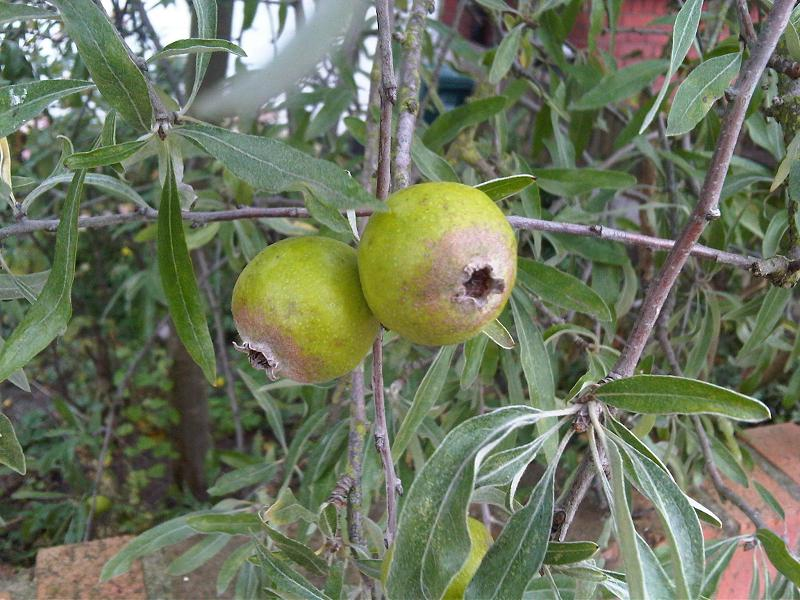
Плоды

Плоды
Плоды мелкие, несъедобные, круглой или грушевидной форм, на короткой плодоножке длиной до 2 см. Диаметр достигает 2 см. Чашечка всегда сохраняется на плоде. Цвет плода сначала зелёный, у спелых плодов желтовато-коричневый либо золотистый, в крапинку.
Древесина
Однородная по строению древесина со слаборазличающимися годичными кольцами. На радиальном срезе слабозаметны сердцевинные лучи в виде узких линий или крапинок. Цвет от буровато-жёлтого до тёмно-розового. Плотность около 0,6 г/см3. Крепка на сжатие вдоль волокон и на скалывание, устойчива к грибкам. При сушке не коробится и не растрескивается.

## Места произрастания
Не требовательная к увлажнению и почвам, устойчивая к загрязнению воздуха, произрастает в засушливых, хорошо освещённых местах, на каменистых равнинах, склонах гор и холмов, являясь широко распространённой второстепенной древесной породой аридных редколесий, арчовников и шибляка. Естественный ареал находится Западной Азии и на Кавказе (в восточном Закавказье, на сухих предгорьях Северного Кавказа), захватывая территорию Армении, Азербайджана, Ирана и Турции.

## Применение
Используется в качестве засухоустойчивого подвоя для культурных сортов груши.
Высаживается при лесоустройстве в засушливых районах с неблагоприятными почвенными условиями, для закрепления песков. В садово-парковом искусстве выращивается в виде одиночных, групповых и опушечных посадок, а также в виде живой изгороди.
Легкообрабатываемая древесина благодаря красивому цвету и текстуре находит применение в производстве строганного шпона для облицовки мебели и музыкальных инструментов.

## Болезни
Подвержена бактериальным ожогам плодовых культур.